# Magazyn Futbol
Magazyn Futbol (wcześniej Magazyn Football) – polski miesięcznik sportowy o tematyce piłkarskiej, wydawany od kwietnia 2006 do listopada 2007 przez Creative Sport Ideas, a od grudnia 2007 do lipca 2012 przez Sportlive24 S.A.

## Historia
Pierwszym redaktorem naczelnym miesięcznika, który ukazywał się od kwietnia 2006 pod tytułem „Magazyn Football”, był Marek Bobakowski. Wydawcą została spółka Creative Sport Ideas, należąca w całości do Mariusza Hermana.
We wrześniu 2007, po wykupieniu przez założoną w maju tego roku spółkę Sportlive24, której prezesem i głównym udziałowcem był także Mariusz Herman, miesięcznik otrzymał nową szatę graficzną i format, a jego tytuł został spolszczony do postaci „Magazyn Futbol”. Redaktorem naczelnym został Dariusz Kurowski, polski korespondent „World Soccer”, w skład redakcji weszli Tomasz Smokowski, Grzegorz Mielcarski i Mateusz Borek, a stałymi współpracownikami zostali Jerzy Dudek, Jerzy Engel i Marcin Daniec. Numer z listopada 2007 trafił do 550 tys. czytelników, nakład w styczniu 2008 liczył 100 tys. egzemplarzy, a objętość wynosiła 132 strony. W lutym 2008 do redakcji dołączyli Andrzej Twarowski i Maciej Żurawski. W kwietniu 2008 spółka Sportlive24 była największym wydawcą magazynów sportowych w Polsce. We wrześniu 2008 Herman przestał być jedynym akcjonariuszem Sportlive24, a nowym prezesem spółki został Tomasz Wójkowski. W 2008 sprzedaż miesięcznika sięgała średnio 20 tys. sztuk, na początku 2009 nakład wyniósł 43 tys. egzemplarzy; objętość nie uległa zmianie.
W kwietniu 2009 w wyniku przejęcia Sportlive24 przez Sylwestra Cacka redaktorem naczelnym miesięcznika i dyrektorem wydawniczym Sportlive24 został Piotr Górski. Pod jego sterami od wydania majowego „Magazynu Futbol” zwiększył się udział treści dotyczących polskiej piłki, a miesięcznik zmienił formułę na „opiniotwórczą”. Do redakcji weszli Przemysław Zuch, Jacek Kmiecik i Krzysztof Stanowski, wśród nowych współpracowników znaleźli się Janusz Basałaj, Paweł Zarzeczny, Marcin Harasimowicz i Janusz Panasewicz. Równocześnie nowa redakcja rozpoczęła przygotowania do wydawania dwa razy w tygodniu uzupełniającego tytułu „Futbol News”, który miał konkurować wyższym nakładem z „Przeglądem Sportowym” i „Piłką Nożną”. Redaktorem naczelnym „Magazynu Futbol” został wkrótce potem Krzysztof Stanowski.
W 2010 spółka Sportlive24 popadła w kłopoty finansowe. W drugiej połowie 2010 miesięcznik miał w Polsce zasięg odbioru na poziomie 2,05%, plasując się na 46 miejscu wśród miesięczników i na 82 miejscu wśród wszystkich czasopism. Od stycznia 2011 miejscem wydania było Piaseczno. Ostatni numer ukazał się w lipcu 2012.

## Felietoniści
- Jacek Kmiecik
- Paweł Zarzeczny
- Krzysztof Stanowski
- Janusz Panasewicz
- Janusz Basałaj

## Współpracownicy zagraniczni
- Alberto Martinez
- Alessandro Grandesso

## Kąciki tematyczne
- Krótka piłka – krótkie artykuły o tematyce piłkarskiej
- Temat numeru
- Polska piłka
- Ranking (np. 100 najlepszych polskich piłkarzy, 25 zmarnowanych talentów czy 10 bohaterów z cienia polskiej Ekstraklasy)
- Wokół futbolu – The best of... arcydzieła piłkarskiej literatury
- Planeta futbol (wywiady z gwiazdami światowego futbolu, artykuły o piłce zagranicznej)
- Główkujemy (krzyżówka)